# Canillas (metrostation)
Canillas is een metrostation in het stadsdeel Hortaleza van de Spaanse hoofdstad Madrid. Het station werd geopend op 27 april 1998 en wordt bediend door lijn 4 van de metro van Madrid.